# 未來還未來
《未來還未來》（英語：Next Exit），是香港電視娛樂所製作的電視劇，於2017年9月25日起逢星期一至五21:30於ViuTV播出。由劉俊謙、岑樂怡、羅伊婷、黃奕晨領銜主演。

## 故事大綱
用偽紀錄片形式拍攝，講述4個不同行業的年青人追夢的故事：
Daisy（羅伊婷飾）一心想做YouTuber，終日手機不離手，沒有一技之長，只想成為網絡紅人；
阿俊（劉俊謙飾）自少夢想成為演員；
樂樂（岑樂怡飾）來自普通屋邨家庭，自少努力讀書。大學畢業後在職場上力爭上游，希望認識上流社會人士，為自己的未來鋪路；
滴滴仔（黃奕晨飾）大學畢業，對前途沒有想像，計劃到外地背包遊，去找尋人生意義和見識世界。

## 角色列表

### 主要角色
| 演員   | 角色   | 簡介                                  | 出場集數 |
| 劉俊謙 | 劉 俊  | 阿俊 28歲，演員                       | 第1集起  |
| 岑樂怡 | 岑樂妍 | 樂樂／Loretta 27歲，業務拓展副經理    | 第1集起  |
| 羅伊婷 | 羅玲玉 | Daisy 21歲，售貨員／YouTuber／Blogger | 第1集起  |
| 黃奕晨 | 黃迪晨 | 滴滴仔 24歲，客戶服務主任             | 第1集起  |

### 其他角色
| 演員             | 角色     | 簡介           | 出場集數    |
| 邱頌偉           | 邱先生   |                | 第1集       |
| 張紋嘉           | Celia    |                | 第1集       |
| 楊柏瑜           | Pete     |                | 第1集       |
| 袁富華           | 峰 哥    |                | 第1集       |
| 6號 @ Rubberband | 阿 龍    | 副導演         | 第1集       |
| 楊偲泳           | QQ       |                | 第1集       |
| 方志駒           | John     | 岑樂妍前度男友 | 第1集       |
| 吳麗珠           |          | 滴滴仔母親     | 第3集       |
| Wilson @ Yellow! | Marco    | 法文班同學     | 第3集       |
| 丁可欣           | 火雞姐   |                | 第3集       |
| 李拾壹           | Roy      | 黃迪晨舊同學   | 第4、6、9集 |
| 唐劍康           | Ed Leung | 賭場老闆       | 第6集       |
| 小 肥            |          | 電影導演       | 第8集       |
| 王宗堯           | 王宗堯   |                | 第8集       |
| 唐 寧            | Helen    | 岑樂妍師姐     | 第9集       |
| 英健朗           |          | 外賣仔         | 第9集       |

## 每集列表
| 集數 | 標題                       | 播出日期      | 備註   |
| ---- | -------------------------- | ------------- | ------ |
| 01   | 你未來嘅目標係咩？         | 2017年9月25日 |        |
| 02   | 我嘅理想唔係你想，係我想   | 2017年9月26日 |        |
| 03   | 我要努力向上               | 2017年9月27日 |        |
| 04   | 命運係掌握喺自己手上       | 2017年9月28日 |        |
| 05   | 無所不用其極               | 2017年9月29日 |        |
| 06   | 望到了，就能望到了         | 2017年10月2日 |        |
| 07   | 畀啲掙扎                   | 2017年10月3日 |        |
| 08   | 人生的大起大跌實在來得太快 | 2017年10月4日 |        |
| 09   | 怎麼叫美夢連載             | 2017年10月5日 |        |
| 10   | 未來還未來                 | 2017年10月6日 | 大結局 |

## 製作團隊
| - 導演：Tim Lui - 監製：6號 - 副導演：陸肇軒 - 編劇：陳梓桓、Tim Lui - 製片：林翠芬、盧嘉恩 - 攝影：黃浩銘、鄭和興、馮啟成、易生、陳國雄 - 攝影助理：黃耀靈、趙潤生、溫非池 - 燈光：甘福成、潘漢耀、甘仲恩、馮卓庭、李漢峰、吳顯滔 - 收音：韋財雄、陳宇航 - 剪接：吳子峰 - 後期特效：神蹟再現 - 調色：MOK | - 美術指導：Pazu Chan - 美術指導助理：Cherrie Lau - 美術助理：Shuen Chan - 道具：文漢傑、Felix Tang - 服裝：Ivan Lau - 化妝：Reghan Wong、Amanda But - 髮型：King Leung、Aki Choi、Mi Cheung、Don Kwok - 設計：Wai hung@whtihvdone - 場記：葉浩榮 |

## 評價
直至2022年2月，此劇在豆瓣網的評分為7.7分，共99人評價。

## 外部連結
- ViuTV《未來還未來》官方節目重溫 （页面存档备份，存于）
- YouTube上的《未來還未來》主題曲 - 《未來未來》MV
- 豆瓣电影上《未來還未來》的資料 （简体中文）

## 作品的變遷
| 香港 ViuTV 星期一至五 21:30－22:00      | 香港 ViuTV 星期一至五 21:30－22:00           | 香港 ViuTV 星期一至五 21:30－22:00 |
| --------------------------------------- | -------------------------------------------- | ---------------------------------- |
|                                         | 未來還未來 （2017年9月25日－2017年10月6日）  |                                    |
| 賤民20 （2017年8月28日－2017年9月22日） | 短暫的婚姻 （2017年10月9日－2017年10月13日） |                                    |